# Daredevil (superheld)
Daredevil (Engels voor waaghals), het alter ego van Matthew “Matt” Murdock, is een fictieve superheld uit de comics van Marvel Comics. Hij werd bedacht door Stan Lee en Bill Everett.
Daredevil is uniek in het feit dat hij in tegenstelling tot andere superhelden geen superkrachten heeft, maar juist een handicap. Hij is blind als gevolg van een ongeluk in zijn jeugd. Zijn overige zintuigen zijn echter zo scherp geworden dat ze zijn ontbrekende gezichtsvermogen perfect kunnen compenseren.
Hoewel Daredevil sinds zijn eerste verschijning in 1964 in veel strips heeft meegespeeld, werd hij pas echt populair toen Frank Miller zich eind 1970 met de strips ging bemoeien.

## Biografie
De Iers-Amerikaanse Matthew Murdock wordt opgevoed door zijn alleenstaande vader, de bokser “Battling Jack” Murdock, in de wijk Hell's Kitchen in New York. In de hoop dat zijn zoon een beter leven zal krijgen dan hijzelf leert Jack Murdock Matt het belang van een goede opleiding en het schuwen van geweld. De jonge Matt is zelf vaak het doelwit van een groep pestkoppen.
Wanneer Matt een blinde man redt van een aanstormende vrachtwagen krijgt hij radioactief materiaal in zijn ogen waardoor hij zelf blind wordt. Ditzelfde radioactieve materiaal versterkt echter zijn overige vier zintuigen tot ver boven dat van een normaal mens. Dit stelt hem in staat om ondanks zijn blindheid toch de vorm en locatie van voorwerpen om hem heen te “zien”. Een man genaamd Stick, een gevechtsmeester die al vanaf zijn geboorte blind is, wordt Matts mentor en leert hem met zijn nieuwe zintuigen om te gaan. Ook leert hij Matt verschillende vechtsporten en vormen van acrobatiek.
Matt maakt zijn studie af zoals hij zijn vader heeft beloofd en wordt uiteindelijk toegelaten op Columbia Law School waar hij rechten studeert. Hier leert hij ook Franklin “Foggy” Nelson kennen met wie hij goede vrienden wordt. Ook ontmoet hij Elektra Natchios. Matt en Elektra worden geliefden.
Wanneer Elektra en haar vader worden ontvoerd door terroristen komt Matt hen te hulp. Hij en Elektra slagen erin de terroristen te verslaan, maar Elektra’s vader komt om in een vuurgevecht dat ontstaat. Elektra verlaat hierop Columbia Law School en richt zich op het leren van vechtsporten.
Ondertussen, in New York, neemt Matts vader Jack een baan als handlanger van de crimineel en boksmanager “The Fixer”. In ruil voor het aanbieden van zijn hulp regelt Fixer voor Jack een serie gevechten waarin zijn tegenstanders hem laten winnen zodat Jack zelfs op zijn voor boksers hoge leeftijd een comeback kan maken. Wanneer Jack wederom in de finale van een bokstoernooi staat geeft Fixer hem de opdracht een stapje terug te doen en te verliezen. Maar omdat Matt die avond komt kijken naar zijn vader wint Jack de finale toch, tegen Fixers bevelen in. Hierop laat Fixer Jack vermoorden.
Matt is woedend over de dood van zijn vader en het feit dat het juridisch systeem de daders niet kan vervolgen. Omdat hij zijn vader heeft beloofd geen gewelddadig leven te gaan leiden neemt Matt een andere identiteit aan om zelf het recht in eigen hand te nemen: hij wordt Daredevil, bijgenaamd “The Man without Fear” (de man zonder angst). Hij spoort al snel de moordenaars van zijn vader op en neemt wraak. Daarna bindt hij de strijd aan met andere criminelen van de New Yorkse onderwereld, waaronder de beruchte Kingpin.
Ondanks het verlies van zijn vader gaat Matt toch door met zijn studie en slaagt als een van de besten van zijn klas. Met financiële hulp van Foggy’s ouders openen Matt en Foggy hun eigen advocatenkantoor “Nelson & Murdock”. Omdat Matt ook een superheld is krijgt zijn advocatenkantoor al snel een reeks opmerkelijke klanten waaronder de Fantastic Four en Namor the Sub-Mariner.

## Krachten en eigenschappen
Daredevil beschikt over bovenmenselijk verhoogde zintuigen die hij gebruikt in zijn strijd tegen onrecht. Hoewel hij blind is, kan hij zijn supergehoor gebruiken als een sonar. Alles wat geluid weerkaatst kan hij gebruiken om in zijn hoofd een 3D-beeld te maken van de ruimte waar hij zich bevindt. Dit levert voor hem zelfs een duidelijker beeld van de omgeving op dan voor iemand die kan zien. Het is vergelijkbaar met de echolocatie die vleermuizen, walvissen, dolfijnen en sommige vogelsoorten gebruiken.
Verder beschikt Daredevil over supersnelle reflexen (hij is in staat kogels te ontwijken) en is hij extreem atletisch, gelijk aan het niveau van een olympisch atleet. Hij vecht door gebruik te maken van een gecombineerde vechtstijl bestaande uit het westerse boksen en de Japanse kunsten ninjutsu, judo en aikijujutsu.
In het dagelijks leven is Daredevil een succesvolle advocaat. Hij en zijn collega Foggy Nelson hebben al meerdere malen andere superhelden geholpen in rechtszaken, met overdonderend succes.

## Kostuums en wapens
In de eerste strips was Daredevils kostuum geel en zwart. Dit pak was ontworpen door Bill Everett. Dit kostuum werd geïntroduceerd in de eerste Daredevil-strip en onderging in de delen 2 tot 4 kleine veranderingen. Pas in deel 7 kreeg Daredevil zijn beroemde rode kostuum.
Als wapen heeft Daredevil een soort knuppel (ook wel 'Billy Club' genoemd) waarvan bekend is dat hij er kogels mee kan terugslaan naar het pistool waar ze vandaan kwamen. In het dagelijks leven is deze knuppel vermomd als een blindenstok.

## Ultimate Daredevil
In de stripserie Ultimate Marvel zijn inmiddels twee strips verschenen over Daredevil. In de Ultimate strips is Matt Murdock een rechtenstudent aan de Universiteit van Colombia. Hoewel er weinig bekend is over zijn verleden zijn z’n krachten en kostuum gelijk aan zijn tegenhanger uit de originele strips. Een oudere Daredevil verscheen in de Ultimate Marvel Team-Up.

## Daredevil in Nederlandstalige strips
De eerste verschijning van de figuur Daredevil was in #34 van de Nederlandse stripserie Hip Comics, en wel onder de naam 'Durfal'. In totaal was Durfal de titelfiguur in 17 nummers van Hip Comics (later Hip Classics geheten), te weten: 34, 42, 50, 58, 67, 74, 82, 90, 98, 106, 114, 124, 134, 149, 153, 159, 163. Dit waren grotendeels zwart-wit uitgaven. Vervolgens bracht uitgeverij Classics een aparte reeks Durfal Classics in kleur uit, die doornummerde en dus begon met #18. Het laatste nummer dat in deze reeks verscheen was #29. Daaropvolgend was er nog een nieuwe reeks van 4 zwart-wit albums door Classics, eveneens onder de naam Durfal.
Toen Juniorpress eind jaren 70 opnieuw begon met het uitgeven van Marvel Comics in Nederland, is Daredevil diverse keren voorgekomen in hun strips. Dit gebeurde nu wel onder de Engelstalige naam. Daredevil heeft echter geen eigen serie meer gekregen.

## Daredevil in andere media

### Marvel Cinematic Universe
Sinds 2015 verschijnt Daredevil / Matt Murdock in het Marvel Cinematic Universe waarin hij wordt vertolkt door Charlie Cox. In 2015 bracht Netflix de televisieserie Marvel's Daredevil uit, hiervan kwamen drie seizoenen. Later keerde hij terug in de miniserie The Defenders, op Netflix. In 2018 werd de televisieserie Daredevil stop gezet vanwege een contractbreuk tussen Netflix en Disney. Nadat de filmrechten op personage Matt Murdock terugkeerde bij Disney in 2021 verscheen Matt Murdock in de film Spider-Man: No Way Home als de advocaat van Peter Parker. Daredevil / Matt Murdock verscheen in de volgende film en televisieseries:
- Daredevil (2015-2018) (Netflix)
- The Defenders (2017) (Netflix)
- Spider-Man: No Way Home (2021)
- She-Hulk: Attorney at Law (2022) (Disney+)
- Echo (2024) (Disney+)
- Your Friendly Neighborhood Spider-Man (2025) (stem) (Disney+)
- Daredevil: Born Again (2025) (Disney+)

### Speelfilm
In februari 2003 verscheen er een speelfilm over Daredevil. De rol werd vertolkt door Ben Affleck. Jennifer Garner speelde Elektra en Colin Farrell Bullseye. De film werd geregisseerd door Mark Steven Johnson. Hoewel de film sterk begon en in de eerste paar weken $100 miljoen opbracht, kreeg de film al snel negatieve kritieken. De dvd-versie, waar 30 minuten extra film opstond, werd beter ontvangen. Toch was de film niet succesvol genoeg voor een vervolg.

### Televisie
- Daredevils eerste verschijning op tv was in de animatieserie Spider-Man and His Amazing Friends. Hij verscheen hierin alleen als Matt Murdock toen Spider-Man hem inhuurde als zijn advocaat.

- Daredevils eerste live tv-optreden was in de televisiefilm “The Trial of the Incredible Hulk”. Hierin had acteur Rex Smith de rol van Daredevil. Ook Daredevils bekendste vijand de Kingpin verscheen in deze film.

- Daredevil had gastrollen in verschillende animatieseries gebaseerd op de Marvelstrips. Zo verscheen hij in de Fantastic Four animatieserie uit 1990, waarin Bill Smitrovich Daredevils stem deed. In de animatieserie Spider-Man deed Edward Albert zijn stem.

## Wetenswaardigheden
De naam H.M. "Howlin' Mad" Murdock, uit de televisieserie The A-Team, is waarschijnlijk afgeleid van Matthew "Matt" Murdock.